# Anna Nahirna
Anna Nahirna, née le 30 septembre 1988 à Lviv, est une coureuse cycliste ukrainienne.

## Palmarès sur piste

### Championnats du monde
- Apeldoorn 2013
  - 7e de la poursuite
  - 10e de la poursuite par équipes
- Hong Kong 2017
  - 16e de la course aux points
- Apeldoorn 2018
  - 8e de l'américaine
- Pruszków 2019
  - 13e de l'américaine
  - 17e de la poursuite par équipe
- Berlin 2020
  - 12e de l'américaine

### Coupe du monde
- 2012-2013
  - 2e de la poursuite par équipes à Aguascalientes

### Championnats d'Europe
- 2009
  -  Championne d'Europe de poursuite par équipes espoirs (avec Lesya Kalitovska et Svitlana Galyuk)
- 2013
  - 7e de l'omnium
- 2017
  - 6e de l'américaine
- 2019
  - 6e de la poursuite par équipes
  - 7e de l'américaine
- 2020
  -  Médaillée de bronze aux championnats d'Europe de poursuite par équipes (avec Tetyana Klimchenko, Viktoriya Bondar et Yuliia Biriukova)

### Championnats d'Ukraine
- 2008
  -  Championne d'Ukraine de course aux points
  - 3e de la poursuite
- 2013
  - 2e de l'omnium
  - 2e de la course aux points
- 2015
  - 3e de la poursuite
  - 3e de la course aux points
- 2016
  -  Championne d'Ukraine de poursuite par équipes
  - 2e de l'omnium
- 2017
  -  Championne d'Ukraine de poursuite
  -  Championne d'Ukraine de poursuite par équipes
  - 2e de l'américaine
- 2018
  -  Championne d'Ukraine de poursuite
  -  Championne d'Ukraine de poursuite par équipes
  -  Championne d'Ukraine de course aux points
  -  Championne d'Ukraine de l'américaine
  -  Championne d'Ukraine d'omnium
- 2019
  -  Championne d'Ukraine de poursuite
- 2021
  -  Championne d'Ukraine de poursuite par équipes
  -  Championne d'Ukraine de l'américaine (avec Hanna Solovey)

### Autres
- 2013
  - Coupe du Mexique (poursuite par équipes)
  - 2e de la coupe du Mexique (poursuite)
  - 3e de Memorial Lesnikov (omnium)
- 2017
  - 2e de GP Prostejov (scratch)
- 2018
  - 2e du GP Vienne (omnium)

## Palmarès sur route
- 2012
  -  Championne d'Ukraine du contre-la-montre
- 2013
  - 3e du championnat d'Ukraine sur route
- 2020
  -  Championne d'Ukraine sur route
  - 3e du Grand Prix Alanya féminin